# Dobitschen
Dobitschen ist eine Gemeinde im thüringischen Landkreis Altenburger Land. Sie liegt zwischen den Städten Altenburg im Nordosten und Gera im Südwesten.

## Geografie
Die Gemarkungen von Dobitschen und seinen Weilern befinden sich am Rande der Ronneburger-Schmöllner Ackerebene im Übergang zur Leipziger Tieflandbucht im Altenburger-Zeitzer Lösshügelland. Durch den Ort fließt der Kleine Gerstenbach, ein Quellfluss des Gerstenbachs.

### Nachbargemeinden
Angrenzende Gemeinden sind Starkenberg, Mehna, Göllnitz und die Stadt Schmölln im Landkreis Altenburger Land.

### Gemeindegliederung
Ortsteile sind Dobitschen, Meucha, Pontewitz und Rolika.

## Geschichte
Der Ort Dobitschen ist eine slawische Ortsgründung, der Name geht auf das sorbische Wort dobry (gut) zurück. In älteren Urkunden wird der Ortsname noch mit Doberschen, Dobrezhen und ähnlich wiedergegeben, erst ab dem Ende des 14. Jahrhunderts fällt das r weg. Das Rittergut ist erstmals 1204 nachweisbar, als Heinrich von Dobitschen im Ort eine Kirche errichten ließ. Ein Hans von Dobczehn ist 1390 Bürgermeister von Altenburg. 1696 wurden Meucha, Nasselwitz (heute eine Wüstung zwischen Meucha und Dobitschen), Pontewitz und Prehna nach Dobitschen eingepfarrt. Nachdem das Rittergut nach dem Aussterben des Geschlechtes von Dobitschen am Ende des 16. Jahrhunderts mehrfach den Besitzer gewechselt hatte, war es von 1697 bis 1945 im Besitz der Familie Bachoff von Echt. Das Gutshaus diente bis zum Brand am 7. April 2004 als Pension einer Agrargenossenschaft. Die Gutsanlage ist in ihrer Form noch komplett erhalten, vom barocken Wasserschloss zum Gutshof. Die jetzige Kirche wurde 1702 erbaut. Eine Schule ist erstmals 1737 nachgewiesen.
Dobitschen gehörte zum wettinischen Amt Altenburg, welches ab dem 16. Jahrhundert aufgrund mehrerer Teilungen im Lauf seines Bestehens unter der Hoheit folgender Ernestinischer Herzogtümer stand: Herzogtum Sachsen (1554 bis 1572), Herzogtum Sachsen-Weimar (1572 bis 1603), Herzogtum Sachsen-Altenburg (1603 bis 1672), Herzogtum Sachsen-Gotha-Altenburg (1672 bis 1826). Bei der Neuordnung der Ernestinischen Herzogtümer im Jahr 1826 kam der Ort wiederum zum Herzogtum Sachsen-Altenburg.
Nach der Verwaltungsreform im Herzogtum gehörte Dobitschen bezüglich der Verwaltung zum Ostkreis (bis 1900) bzw. zum Landratsamt Altenburg (ab 1900). Juristisch war ab 1879 das Amtsgericht Altenburg und seit 1906 das Amtsgericht Meuselwitz für den Ort zuständig. Das Dorf gehörte ab 1918 zum Freistaat Sachsen-Altenburg, der 1920 im Land Thüringen aufging. 1922 kam es zum Landkreis Altenburg.
Während des Zweiten Weltkrieges waren Zwangsarbeiter aus der UdSSR, Polen und Serbien im Gasthof „Grüner Baum“ sowie in einer alten Ziegelscheune untergebracht. Sie verrichteten Arbeit auf umliegenden Bauerngütern.
Am 1. Juli 1950 wurden die bis dahin eigenständigen Gemeinden Pontewitz und Rolika eingegliedert.
Bei der zweiten Kreisreform in der DDR wurden 1952 die bestehenden Länder aufgelöst und die Landkreise neu zugeschnitten. Somit kam die Gemeinde Dobitzschen mit dem Kreis Schmölln an den Bezirk Leipzig; jener gehörte seit 1990 als Landkreis Schmölln zu Thüringen und ging 1994 im Landkreis Altenburger Land auf. Vom 1. Januar 1992 bis 31. Dezember 2018 gehörte die Gemeinde Dobitschen der Verwaltungsgemeinschaft Altenburger Land an. Diese wurde zum 1. Januar 2019 aufgelöst und so beauftragte Dobitschen die Stadt Schmölln als erfüllende Gemeinde.

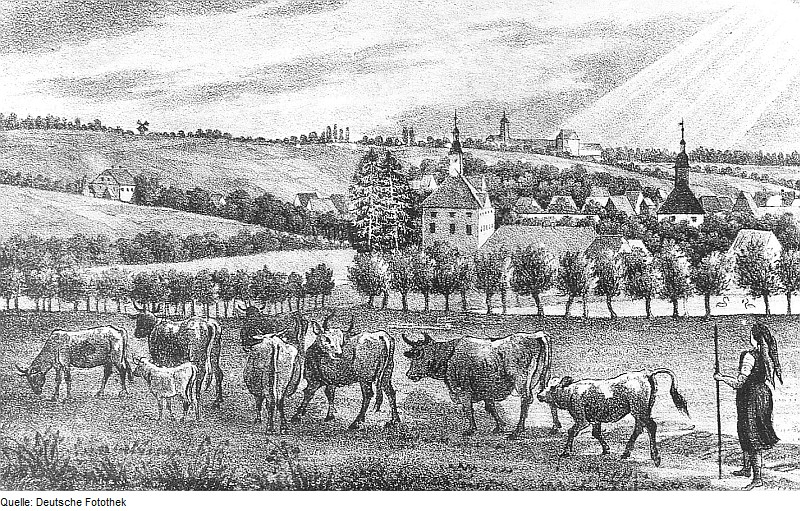
Historische Ortsansicht
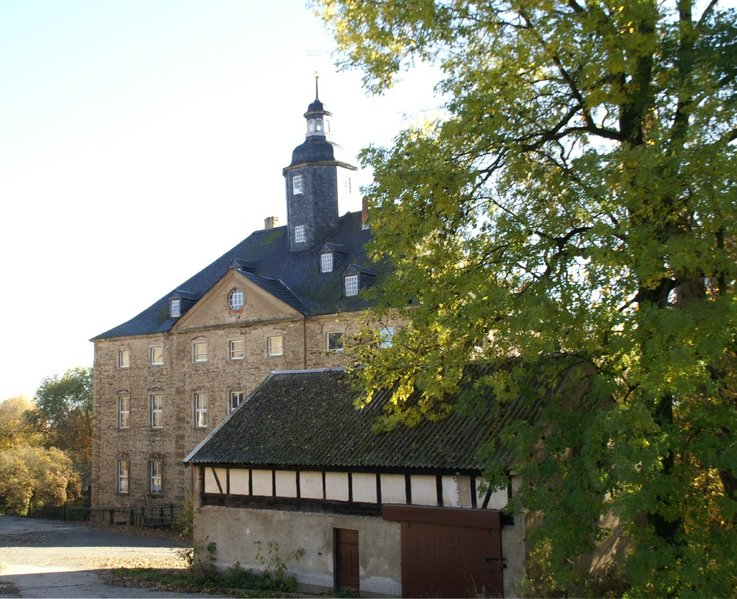
Wasserschloss in Dobitschen (Nordseite)
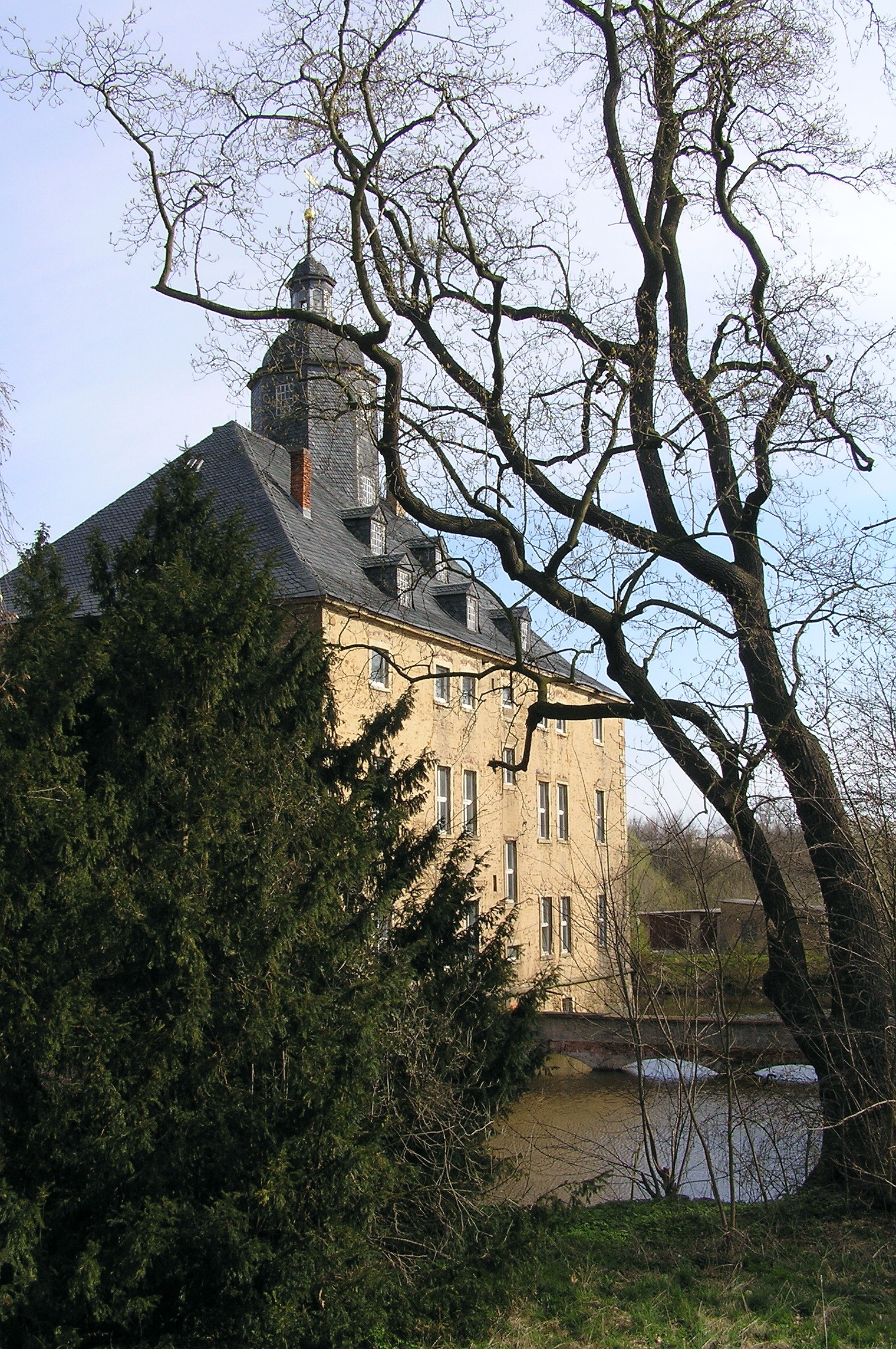
Wasserschloss Dobitschen (Südseite)

## Einwohnerentwicklung
Entwicklung der Einwohnerzahl (Stand jeweils 31. Dezember):
| - 1880: 645 - 1994: 664 - 1995: 660 - 1996: 644 - 1997: 641 - 1998: 650 | - 1999: 646 - 2000: 633 - 2001: 624 - 2002: 599 - 2003: 589 - 2004: 574 | - 2005: 558 - 2006: 555 - 2007: 539 - 2008: 536 - 2009: 528 - 2010: 505 | - 2011: 487 - 2012: 478 - 2013: 486 - 2014: 465 - 2015: 471 - 2016: 480 | - 2017: 471 - 2018: 447 - 2019: 439 - 2020: 437 - 2021: 430 - 2022: 419 | - 2023: 415 |

Datenquelle ab 1994: Thüringer Landesamt für Statistik

### Eingemeindungen
| Ehemalige Gemeinde | Datum          | Anmerkung                                                                              |
| ------------------ | -------------- | -------------------------------------------------------------------------------------- |
| Meucha             | 1. Januar 1957 | 1. Juli 1950 Eingemeindung nach Prehna, am 1. Januar 1957 Umgliederung nach Dobitschen |
| Pontewitz          | 1. Juli 1950   |                                                                                        |
| Rolika             | 1. Juli 1950   |                                                                                        |

## Politik

### Bürgermeister
Bürgermeister ist seit der Stichwahl vom 26. Juni 2022 der parteilose Björn Steinicke, der mit einer Mehrheit von 60,7 % und einer Wahlbeteiligung von 34,5 % gewählt wurde. Zuvor war Rainer Fiedler von 1990 bis 1999, Olaf Heinke (1999–2016) und zuletzt Bernd Franke (2016–2022) Bürgermeister der Gemeinde.

### Gemeinderat
Seit der Kommunalwahl am 26. Mai 2024 setzt sich der Gemeinderat wie folgt zusammen
Alle sechs Sitze wurden an die Wählervereinigung FFW / SV Dobitschen vergeben. Die Wahlbeteiligung lag bei 63,2 % (−3,1 %).:

## Kultur und Sehenswürdigkeiten
- siehe auch: Liste der Kulturdenkmale in Dobitschen

Dobitschen besitzt zwei bedeutende Barockbauwerke: zum einen das 1696 erbaute Wasserschloss sowie zum anderen die 1702 errichtete Kirche.

## Wirtschaft und Infrastruktur

### Verkehr

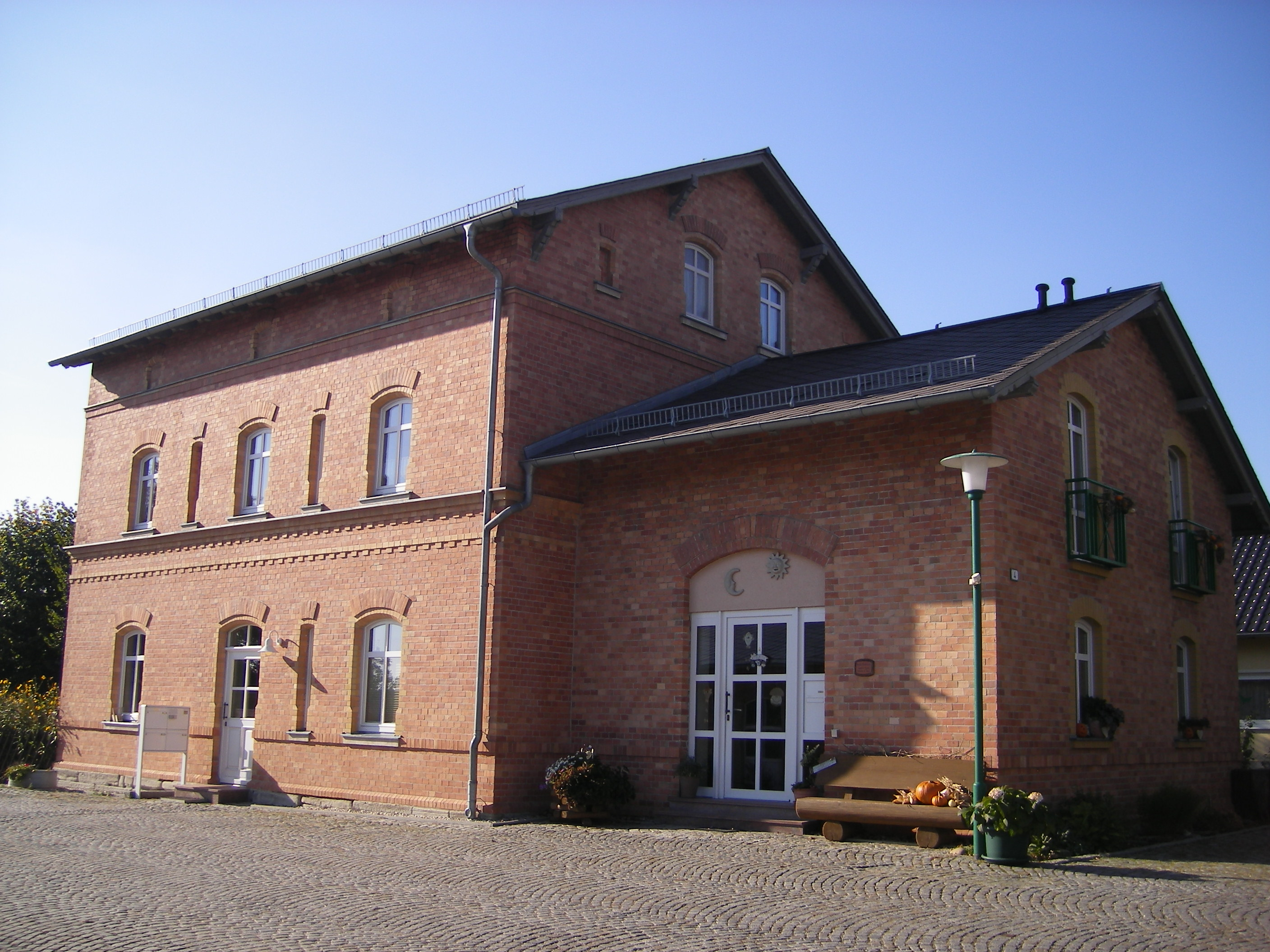
Ehemaliger Bahnhof Dobitschen, Empfangsgebäude

Durch das Gemeindegebiet verläuft die Landesstraße 1362. Die THÜSAC bedient Dobitschen und Ortsteile mit den Buslinien 351, 352, 356 und 408.
Dobitschen liegt an der Bahnstrecke Meuselwitz–Ronneburg, auf der zwischen 1887 und 1972 Personenverkehr durchgeführt wurde. Der 1972 geschlossene Bahnhof und die sich um die Station entwickelte Siedlung liegen einen Kilometer nordwestlich von Dobitschen. Seit 1974 wird der erhalten gebliebene Streckenteil nur noch im Güterverkehr bedient.

### Wasserver- und Abwasserentsorgung
Die Aufgaben der Wasserver- und Abwasserentsorgung hat die Gemeinde dem Zweckverband Wasserver- und Abwasserentsorgung Altenburger Land übertragen.

### Bildung
Dobitschen ist Sitz einer Staatlichen Regelschule. In Rolika befindet sich eine Kindertagesstätte.

## Persönlichkeiten
- Johann Friedrich Agricola (1720–1774), Musiker, Komponist und Musikschriftsteller
- Erika von Watzdorf-Bachoff (1878–1963), Dichterin